# アリスター・オーフレイム
アリスター・オーフレイム（Alistair Overeem、1980年5月17日 - ）は、オランダの男性総合格闘家、キックボクサー。イングランド出身。オランダ在住。エレベーション・ファイトチーム所属。元Strikeforce世界ヘビー級王者。元DREAMヘビー級暫定王者。K-1 WORLD GP 2010王者。
「オーフレイム」は日本独自の読み方であり、オランダ語読みであれば「オーフェレーム」、英語読みであれば「オーヴァリーム（オウヴァリーム）」という発音に近い。
日本でのニックネームは「ダッチ・サイクロン」で、日本国外では「デモリションマン」（「破壊者」の意）と呼ばれる。総合格闘家のヴァレンタイン・オーフレイムは実兄。

## ファイトスタイル
破壊力とスピードを兼ね備えたストライカーで、首相撲からの膝蹴りや長い手足を生かした左ミドルキック、左オーバーハンドやフックなどのパンチを得意とし、多くのKOを奪ってK-1ルールでも活躍した。勝敗にかかわらず一本・KO決着が多く、サブミッションの技術にも長けている。2005年1月に行われたアブダビコンバット欧州予選では全試合ギロチンチョークで一本勝ちし優勝した（世界大会はPRIDE専念を理由に欠場した）。以前はすぐにスタミナ切れを起こし、試合開始から数分間は攻撃的なファイトスタイルもそれを過ぎると途端に動きが悪くなることがあったが、後に改善した。

## 来歴
1980年、ジャマイカ人の父とオランダ人の母の間にイングランドのハウンズローに生まれる。両親が離婚したため、6歳の頃に母と兄ヴァレンタイン・オーフレイムと共にオランダ・ユトレヒト州アメルスフォールトに移住。幼少期から柔道、陸上、バスケットボールなどのスポーツを経験し、15歳の時に兄の紹介でクリス・ドールマンの下で総合格闘技のトレーニングを開始した。

### 総合格闘技
1999年10月28日、19歳の時にリングスKOKトーナメントで初来日。コーチキン・ユーリに0-2の判定負け。
2000年にゴールデン・グローリーに加入。

#### PRIDE・DREAM・Strikeforce
2002年12月23日、PRIDE初参戦となったPRIDE.24でヴォルク・アターエフと対戦し、膝蹴りで2RKO勝ち。
2003年8月10日、PRIDE GRANDPRIX 2003 開幕戦のミドル級（-93kg）グランプリ1回戦でUFC代表のチャック・リデルと対戦。序盤は圧倒していたが、スタミナ切れを起こしてスタンドパンチ連打で逆転の1RKO負け。
2005年4月23日、PRIDEミドル級グランプリ1回戦でビクトー・ベウフォートと対戦し、フロントチョークで1R一本勝ち。
2005年6月26日、2回戦でイゴール・ボブチャンチンと対戦し、フロントチョークで1R一本勝ち。
2005年8月28日、準決勝でマウリシオ・ショーグンと対戦し、マウントパンチで1RTKO負けを喫した。
2006年2月26日、PRIDE.31でセルゲイ・ハリトーノフと対戦し、試合開始直後にテイクダウンを奪取。ここでハリトーノフは受身を取り損ねて肩を脱臼。最後はグラウンドでの膝蹴りの連打で1RTKO勝ち。
2006年5月5日、PRIDE 無差別級グランプリ 2006 開幕戦の無差別級グランプリ1回戦でファブリシオ・ヴェウドゥムと対戦し、チキンウィングアームロックで一本負け。
2006年6月9日、Strikeforce初参戦となったStrikeforce: Revengeでビクトー・ベウフォートと対戦し、判定勝ち。
2006年9月10日、PRIDE 無差別級グランプリ 2006 決勝戦でヒカルド・アローナと対戦。アローナのローキックで脚の神経を負傷し脚が思うように動かなくなり、そのままグラウンドに倒れ込んでパウンドを浴びるとタップアウトをして敗れた。
2007年2月24日、ラスベガスで行われたPRIDE.33でマウリシオ・ショーグンと対戦し、TKO負け。
2007年6月23日、IT'S SHOWTIME（K-1 WORLD GP 2007 IN AMSTERDAMと同時開催）でMMAルールの試合を行ない、マイケル・クナップに変形フロントチョークで一本勝ち。
2007年9月17日、HERO'S初参戦となったHERO'S 2007 ミドル級世界王者決定トーナメント決勝戦のスーパーファイトでセルゲイ・ハリトーノフと再戦し、右フックで1RTKO負け。約1年半越しのリベンジを許した。
2007年11月16日、初代Strikeforce世界ヘビー級王座決定戦でポール・ブエンテロと対戦し、ボディへの膝蹴りで2RTKO勝ちを収め王座獲得に成功した。
2008年6月15日、DREAM初参戦となったDREAM.4でイ・テヒョンと対戦し、開始36秒にパンチラッシュでTKO勝ち。
2008年7月21日、DREAM.5でマーク・ハントと対戦し、ハントの打撃を受けそのままダウン気味になぎ倒されるが、追撃に来たハントに対し下からV1アームロックを極めて1R一本勝ち。
2008年9月23日、DREAM.6でミルコ・クロコップと対戦。組みの状態からアリスターの膝蹴りが偶発的にミルコの下腹部へ入り試合がストップし、試合再開後も同じようにアリスターの膝蹴りがミルコの下腹部に再度入ったため、ミルコがこのアクシデントにより右の睾丸が体内に陥没してしまい手術を受けないといけないほどの重症を負ったため、試合続行不可能となりノーコンテストとなった。
2009年10月25日、DREAM初のケージ開催となったDREAM.12でジェームス・トンプソンと対戦し、開始33秒にスタンドでのフロントチョークで一本勝ち。
2009年12月31日、Dynamite!! 〜勇気のチカラ2009〜のDREAM vs SRC対抗戦で藤田和之と対戦し、左膝蹴りで1RKO勝ち。
2010年5月15日、Strikeforce: Heavy ArtilleryのStrikeforce世界ヘビー級タイトルマッチで挑戦者ブレット・ロジャースと対戦し、マウントパンチで1RTKO勝ちを収め王座初防衛に成功した。
2010年12月31日、Dynamite!! 〜勇気のチカラ2010〜で行なわれたDREAMヘビー級暫定王座決定戦でトッド・ダフィーと対戦し、開始19秒にパンチラッシュでKO勝ちを収め王座獲得に成功した。
2011年6月18日、Strikeforce: Overeem vs. Werdumのワールドグランプリ1回戦でファブリシオ・ヴェウドゥムと対戦。互いに相手の長所を潰し合う展開となるが、ファブリシオが試合中に足をひねるなど負傷し、その結果アリスターの打撃を嫌い自らオクタゴンに寝転がるシーンも目立ち、3-0の判定勝ちを収めた。しかし、この試合後にゴールデン・グローリーに所属する選手たちの契約形態をめぐりStrikeforceを主催するズッファ社とゴールデン・グローリーが対立し、その対立に巻き込まれる形となったアリスターはStrikeforceを契約解除され、同時に保持していたStrikeforce世界ヘビー級王座も剥奪となった。
2011年9月、UFC参戦を発表。9月21日、ゴールデン・グローリーを離脱。エクストリーム・クートゥアに移籍した。

#### UFC
2011年12月30日、UFC初戦となったUFC 141で元UFC世界ヘビー級王者のブロック・レスナーと対戦。レスナーのボディーに得意の膝蹴りを連打し、防戦一方のレスナーに左ミドルキックをヒットさせ、しゃがみこんだレスナーに追撃のパウンドで1RTKO勝ち。UFC世界ヘビー級王座への挑戦権を獲得した。
2012年5月26日、UFC 146でジュニオール・ドス・サントスの持つUFC世界ヘビー級王座へ挑戦する予定だったが、抜き打ちで行われたドーピング検査で規定値の約2倍のテストステロン/エピテストステロン比率が検出されたため挑戦権を剥奪された。これに対しアリスター側は医師の確認と了承を得て、テストステロンが含まれていた抗炎症薬を注射したと主張したが、ネバダ州アスレチック・コミッションはアリスター側の主張を退け、ドーピング検査日の3月27日にさかのぼり9ヶ月間の出場停止処分を課した。
2013年2月2日、UFC 156のヘビー級王座挑戦者決定戦でアントニオ・シウバと対戦し、序盤から中盤にかけて優勢に試合を進めるものの、3R序盤にスタンドパンチ連打で逆転のKO負けを喫した。
2013年8月17日、UFC Fight Night: Shogun vs. Sonnenでヘビー級ランキング8位のトラヴィス・ブラウンと対戦。序盤3分間はパンチと膝蹴りのコンビネーションでブラウンを圧倒し、右膝蹴りをブラウンのボディに突き刺してダウンも奪ったが1R後半に突如失速。脚が止まったところに左前蹴りを顎に受けてダウンを奪われ、追撃のパウンドで逆転の1RKO負けを喫した。
2014年2月1日、UFC 169でヘビー級ランキング10位のフランク・ミアと対戦し、3-0の判定勝ち。
2014年4月、ジャクソンズMMAに移籍した。
2014年9月5日、UFC Fight Night: Jacare vs. Mousasiにてベン・ロズウェルと対戦し、右フックからのパウンドで1RTKO負けを喫した。
2014年12月13日、 UFC on FOX 13でヘビー級ランキング15位のステファン・ストルーフェと対戦し、パウンドで1RKO勝ち。
2015年3月14日、UFC 185でヘビー級ランキング8位のロイ・ネルソンと対戦し、3-0の判定勝ち。
2015年12月19日、UFC on FOX 17でヘビー級ランキング2位のジュニオール・ドス・サントスと対戦し、左フックでダウンを奪ってからのパウンドで2RTKO勝ち。
2016年5月8日、UFC Fight Night: Overeem vs. Arlovskiでヘビー級ランキング5位のアンドレイ・アルロフスキーと対戦し、パウンドでTKO勝ち。パフォーマンス・オブ・ザ・ナイトを受賞した。
2016年9月10日、UFC 203のUFC世界ヘビー級タイトルマッチで王者スティーペ・ミオシッチに挑戦。序盤に左ストレートでダウンを奪うが巻き返され、最後はパウンドで1RKO負けを喫し王座獲得に失敗。敗れはしたものの、ファイト・オブ・ザ・ナイトを受賞した。
2017年3月4日、UFC 209でヘビー級ランキング8位のマーク・ハントと約8年ぶりに再戦。ハントのパンチを受け棒立ちとなる場面があったものの、3Rに右膝蹴りでKO勝ち。
2017年7月8日、UFC 213でヘビー級ランキング1位のファブリシオ・ヴェウドゥムと3度目の対戦を行い、2-0の判定勝ち。
2017年12月2日、UFC 218でヘビー級ランキング4位のフランシス・ガヌーと対戦し、左アッパーで失神KO負け。
2018年6月9日、UFC 225でヘビー級ランキング4位のカーティス・ブレイズと対戦し、ブレイズのグラウンドからの肘打ち連打で大流血し3RTKO負け。
2019年4月20日、UFC Fight Night: Overeem vs. Oleinikでヘビー級ランキング9位のアレクセイ・オレイニクと対戦し、右膝蹴り連打でダウンを奪い、パウンドで1RTKO勝ち。
2019年12月7日、UFC on ESPN: Overeem vs. Rozenstruikでヘビー級ランキング14位のジャルジーニョ・ホーゼンストライクと対戦。テイクダウンとグラウンドで優位に試合を進めたものの、試合終了間際にホーゼンストライクの飛び込んでの右フックで左上唇を深く裂傷してダウンし、逆転KO負け。
2020年5月16日、UFC on ESPN: Overeem vs. Harrisでヘビー級ランキング9位のウォルト・ハリスと対戦。1R序盤にダウンを奪われ追撃のパウンドでKO寸前まで追い込まれるも、それを凌ぐとハリスをグラウンドで圧倒し、2Rにパウンドで逆転TKO勝ち。
2020年9月5日、UFC Fight Night: Overeem vs. Sakaiでヘビー級ランキング8位のアウグスト・サカイと対戦し、パウンドで5RTKO勝ち。
2021年2月6日、UFC Fight Night: Overeem vs. Volkovでヘビー級ランキング6位のアレキサンダー・ヴォルコフと対戦し、左フックで2RTKO負け。
2021年3月3日、UFCからリリースされた。

### キックボクシング
2001年2月4日、K-1オランダ大会でエロル・パリスにKO負け。
2004年5月30日、一撃でグラウベ・フェイトーザと一撃キックルールで対戦し、右アッパーで1RKO負け。
2008年12月31日、Dynamite!! 〜勇気のチカラ2008〜でバダ・ハリとK-1ルールで対戦し、膝蹴りからの左フックでダウンを奪い、最後は左フックで再度ダウンを奪いKO勝ち。
2009年3月28日、K-1 WORLD GP 2009 IN YOKOHAMAのスーパーファイトにて前年のK-1GP王者レミー・ボンヤスキーとK-1ルールで対戦。1R、2Rとプレッシャーをかけペースを握るも、3Rにダウンを奪われ判定負け。
2009年9月26日、K-1 WORLD GP 2009 IN SEOUL FINAL16に推薦枠にて出場。GP1回戦でピーター・アーツと対戦し、アーツの打撃をもらいながらも怯むことなくパワーで圧倒して判定勝ちで準々決勝進出。
2009年12月5日、K-1 WORLD GP 2009 FINALに出場。この大会の開会式前にて、K-1特別競技統括プロデューサーを務めた石井和義によるルール説明が行なわれ、「開幕戦でアリスター選手がやったような投げ技は反則です」と明言した。GP準々決勝でエヴェルトン・テイシェイラに左膝蹴りで1RKO勝ち。続く準決勝では前年の大晦日に対戦したバダ・ハリと再戦。1Rに2度のダウンを奪われKO負け。大会後、谷川貞治イベントプロデューサーはテイシェイラ戦で掴んでから膝蹴りを2回繰り出しKOしたことについてテイシェイラ陣営から「首相撲からの膝蹴りを2回やったのだからアリスターの反則負けだ」という抗議を受けたことについて、「反則ギリギリだと思います。掴んだまま二回の攻撃はダメなんで、微妙です。」とコメントした。その一方、角田信朗は自身のブログで「二発の膝の間に間違いなく首相撲状態は一瞬解除されてるんであれは反則ではありません」と見解を載せている。
2010年10月2日、K-1 WORLD GP 2010 IN SEOUL FINAL16のGP1回戦でベン・エドワーズと対戦。この大会から首相撲からの膝蹴りが完全に禁止となったが、パンチで3度のダウンを奪いKO勝ち。
2010年12月11日、K-1 WORLD GP 2010 FINALのGP準々決勝でタイロン・スポーンと対戦し、序盤やや苦しんだものの、徐々にペースを掴んでスタンディングダウンを奪い判定勝ち。準決勝ではグーカン・サキと対戦し、オーフレイムの左ミドルキックでサキが右肘を負傷、試合続行不可能となりTKO勝ち。決勝ではピーター・アーツと対戦し、開始1分でKO勝ちを収めK-1 WORLD GP初優勝を果たした。
2021年6月8日、GLORYと複数試合契約を結んだ。
2022年10月9日、約12年ぶりのキックボクシング復帰戦となったGLORY: Collision 4でバダ・ハリとラバーマッチを行い、3Rにフックで2度のダウンを奪い3-0の判定勝ち。11月21日、オーフレイムから禁止薬物の陽性反応が出たことが発表され、2023年3月14日に裁定がノーコンテストに変更され、1年間の出場停止処分が下された。

### 引退宣言
2023年6月2日、ドバイの健康番組「Lovin Dubai」に出演した際に「戦いをやめることに決めた」と発表。健康管理を考えるようになってから、肉食をやめてベジタリアンへと食生活を変えていった。日本では6月24日に開催されたRIZIN.43にゲスト来場した。

## 人物・エピソード
- 身の丈ほどもある巨大な「木製のハンマー」を会見や試合の入場時に持参することも有名である。本人はハンマーについて「デモリッションマンとして何でも破壊する自分のキャラクターのイメージ」だと語っている[21]。
- 2009年のK-1本格参戦時に前年にバダ・ハリにK-1ルールで勝ったことに加えて「K-1は素晴らしいスポーツだが、MMAこそが最強だ。MMAに比べたらK-1は楽だ」と語ったことから「K-1史上最強の外敵」と言われた[22]。しかし次第に「K-1のことは好きだし、K-1の選手としてここ（K-1 WORLD GP 2009 FINALの前日会見）にいる」（2009年12月）[23]、「K-1に対して本気になれた。K-1が好きだね。俺はK-1選手であり、MMAの選手でもある」（2010年4月）と語るなどK-1にも愛着を持つようになった。
- K-1 WORLD GP 2008 FINAL決勝戦でのレミー・ボンヤスキーvsバダ・ハリで、レミーが足を掴まれ倒されたところにハリの反則の踏みつけ攻撃を受け、レミーがダブルヴィジョンを訴えて反則勝ちによって優勝した件について、アリスターは「レミーは『フライング・ジェントルマン』って名乗っているみたいだけど、『フライング・アクター』にした方がいい。バダとの決勝戦の演技は、最高だった」とコメントし[24]、レミーとの対戦を控えたK-1 WORLD GP 2009 IN YOKOHAMAの前日会見では皮肉を込めてオスカー像のレプリカをレミーにプレゼントするパフォーマンスを見せた[25]。
- 2009年4月、兄のヴァレンタイン・オーフレイムと共にオランダのダンスクラブに遊びに出かけた際、兄のヴァレンタインが小銭を持っていなかったためトイレのチップを払えず、口論の末にセキュリティガードに無理やり強制退場させられた。その際セキュリティガードがヴァレンタインの頭を懐中電灯で殴打した上に3人がかりで襲い掛かったため、兄を助けようとしたアリスターによってセキュリティガード5人が病院送りとなった。オーフレイム兄弟は逮捕されたが、セキュリティガード側に問題があったため、5人のうちの1人はダンスクラブを解雇され、オーフレイム兄弟はすぐに釈放された。しかし、この際にアリスターは拳を負傷し、その傷口からバイ菌が入ってしまい、手を切断する寸前の状態にまで悪化したため、予定していたStrikeforce世界ヘビー級王座の防衛戦をキャンセルすることになった[26]。
- TBSの番組「クイズ☆タレント名鑑」の「USC 〜史上最大ガチ相撲トーナメント 2011 秋〜」で優勝している。

## 戦績

### 総合格闘技
| 総合格闘技 戦績 | 総合格闘技 戦績 | 総合格闘技 戦績 | 総合格闘技 戦績 | 総合格闘技 戦績 | 総合格闘技 戦績 | 総合格闘技 戦績 |
| --------------- | --------------- | --------------- | --------------- | --------------- | --------------- | --------------- |
| 67 試合         | (T)KO           | 一本            | 判定            | その他          | 引き分け        | 無効試合        |
| 47 勝           | 23              | 19              | 5               | 0               | 0               | 1               |
| 19 敗           | 15              | 1               | 3               | 0               | 0               | 1               |

| 勝敗 | 対戦相手                           | 試合結果                                 | 大会名                                                                              | 開催年月日     |
| ×    | アレキサンダー・ヴォルコフ         | 2R 2:06 TKO（左フック）                  | UFC Fight Night: Overeem vs. Volkov                                                 | 2021年2月6日   |
| ○    | アウグスト・サカイ                 | 5R 0:26 TKO（パウンド）                  | UFC Fight Night: Overeem vs. Sakai                                                  | 2020年9月5日   |
| ○    | ウォルト・ハリス                   | 2R 3:00 TKO（パウンド）                  | UFC on ESPN 8: Overeem vs. Harris                                                   | 2020年5月16日  |
| ×    | ジャルジーニョ・ホーゼンストライク | 5R 4:56 KO（右フック）                   | UFC on ESPN 7: Overeem vs. Rozenstruik                                              | 2019年12月7日  |
| ○    | アレクセイ・オレイニク             | 1R 4:45 TKO（右膝蹴り→パウンド）         | UFC Fight Night: Overeem vs. Oleinik                                                | 2019年4月20日  |
| ○    | セルゲイ・パブロビッチ             | 1R 4:21 TKO（パウンド）                  | UFC Fight Night: Blaydes vs. Ngannou 2                                              | 2018年11月24日 |
| ×    | カーティス・ブレイズ               | 3R 2:56 TKO（グラウンドの肘打ち）        | UFC 225: Whittaker vs. Romero 2                                                     | 2018年6月9日   |
| ×    | フランシス・ガヌー                 | 1R 1:42 KO（左アッパー）                 | UFC 218: Holloway vs. Aldo 2                                                        | 2017年12月2日  |
| ○    | ファブリシオ・ヴェウドゥム         | 5分3R終了 判定2-0                        | UFC 213: Romero vs. Whittaker                                                       | 2017年7月8日   |
| ○    | マーク・ハント                     | 3R 1:44 KO（右膝蹴り）                   | UFC 209: Woodley vs. Thompson 2                                                     | 2017年3月4日   |
| ×    | スティーペ・ミオシッチ             | 1R 4:27 KO (パウンド)                    | UFC 203: Miocic vs. Overeem 【UFC世界ヘビー級タイトルマッチ】                       | 2016年9月10日  |
| ○    | アンドレイ・アルロフスキー         | 2R 1:12 TKO（左フック→パウンド）         | UFC Fight Night: Overeem vs. Arlovski                                               | 2016年5月8日   |
| ○    | ジュニオール・ドス・サントス       | 2R 4:43 TKO（左フック→パウンド）         | UFC on FOX 17: dos Anjos vs. Cowboy 2                                               | 2015年12月19日 |
| ○    | ロイ・ネルソン                     | 5分3R終了 判定3-0                        | UFC 185: Pettis vs. dos Anjos                                                       | 2015年3月14日  |
| ○    | ステファン・ストルーフェ           | 1R 4:13 KO（パウンド）                   | UFC on FOX 13: dos Santos vs. Miocic                                                | 2014年12月13日 |
| ×    | ベン・ロズウェル                   | 1R 2:19 TKO（右フック→パウンド）         | UFC Fight Night: Jacare vs. Mousasi                                                 | 2014年9月5日   |
| ○    | フランク・ミア                     | 5分3R終了 判定3-0                        | UFC 169: Barao vs. Faber                                                            | 2014年2月1日   |
| ×    | トラヴィス・ブラウン               | 1R 4:08 KO（前蹴り→パウンド）            | UFC Fight Night: Shogun vs. Sonnen                                                  | 2013年8月17日  |
| ×    | アントニオ・シウバ                 | 3R 0:25 KO（スタンドパンチ連打）         | UFC 156: Aldo vs. Edgar                                                             | 2013年2月2日   |
| ○    | ブロック・レスナー                 | 1R 2:26 TKO（左ミドルキック→パウンド）   | UFC 141: Lesnar vs. Overeem                                                         | 2011年12月30日 |
| ○    | ファブリシオ・ヴェウドゥム         | 5分3R終了 判定3-0                        | Strikeforce: Overeem vs. Werdum 【ワールドグランプリ ヘビー級トーナメント 1回戦】   | 2011年6月18日  |
| ○    | トッド・ダフィー                   | 1R 0:19 KO（スタンドパンチ連打）         | Dynamite!! 〜勇気のチカラ2010〜 【DREAMヘビー級暫定王座決定戦】                     | 2010年12月31日 |
| ○    | ブレット・ロジャース               | 1R 3:40 TKO（マウントパンチ）            | Strikeforce: Heavy Artillery 【Strikeforce世界ヘビー級タイトルマッチ】              | 2010年5月15日  |
| ○    | 藤田和之                           | 1R 1:15 KO（左膝蹴り）                   | Dynamite!! 〜勇気のチカラ2009〜                                                     | 2009年12月31日 |
| ○    | ジェームス・トンプソン             | 1R 0:33 フロントチョーク                 | DREAM.12                                                                            | 2009年10月25日 |
| ○    | トニー・シルヴェスター             | 1R 1:23 フロントチョーク                 | GLORY 11: A Decade of Fights                                                        | 2009年10月17日 |
| ○    | ゲーリー・グッドリッジ             | 1R 1:47 チキンウィングアームロック       | GLORY 10: The Battle of Arnhem                                                      | 2008年11月9日  |
| －   | ミルコ・クロコップ                 | 1R 6:09 ノーコンテスト（ローブロー）     | DREAM.6 ミドル級グランプリ2008 決勝戦                                               | 2008年9月23日  |
| ○    | マーク・ハント                     | 1R 1:11 変型V1アームロック               | DREAM.5 ライト級グランプリ2008 決勝戦                                               | 2008年7月21日  |
| ○    | イ・テヒョン                       | 1R 0:36 TKO（スタンドパンチ連打）        | DREAM.4 ミドル級グランプリ2008 2nd ROUND                                            | 2008年6月15日  |
| ○    | ポール・ブエンテロ                 | 2R 3:42 TKO（ボディへの膝蹴り）          | Strikeforce: Four Men Enter, One Man Survives 【Strikeforce世界ヘビー級王座決定戦】 | 2007年11月16日 |
| ×    | セルゲイ・ハリトーノフ             | 1R 4:21 TKO（右フック）                  | HERO'S 2007 ミドル級世界王者決定トーナメント決勝戦                                  | 2007年9月17日  |
| ○    | マイケル・クナップ                 | 1R 3:29 ペルヴィアン・ネクタイ・チョーク | K-1 WORLD GP 2006 in AMSTERDAM                                                      | 2007年6月23日  |
| ×    | マウリシオ・ショーグン             | 1R 3:27 TKO（パウンド）                  | PRIDE.33 "THE SECOND COMING"                                                        | 2007年2月24日  |
| ×    | ヒカルド・アローナ                 | 1R 4:28 ギブアップ（パウンド）           | PRIDE 無差別級グランプリ 2006 決勝戦                                                | 2006年9月10日  |
| ×    | アントニオ・ホジェリオ・ノゲイラ   | 2R 2:13 TKO（タオル投入）                | PRIDE 無差別級グランプリ 2006 2nd ROUND                                             | 2006年7月1日   |
| ○    | ビクトー・ベウフォート             | 5分3R終了 判定3-0                        | Strikeforce: Revenge                                                                | 2006年6月9日   |
| ×    | ファブリシオ・ヴェウドゥム         | 2R 3:43 チキンウィングアームロック       | PRIDE 無差別級グランプリ 2006 開幕戦 【無差別級グランプリ 1回戦】                   | 2006年5月5日   |
| ○    | サンジン・カドゥンク               | 1R 1:42 腕ひしぎ十字固め                 | WCFC: No Guts No Glory                                                              | 2006年3月18日  |
| ○    | セルゲイ・ハリトーノフ             | 1R 5:13 TKO（グラウンドの膝蹴り）        | PRIDE.31 Dreamers                                                                   | 2006年2月26日  |
| ×    | マウリシオ・ショーグン             | 1R 6:42 TKO（マウントパンチ）            | PRIDE GRANDPRIX 2005 決勝戦 【ミドル級グランプリ 準決勝】                           | 2005年8月28日  |
| ○    | イゴール・ボブチャンチン           | 1R 1:20 フロントチョーク                 | PRIDE GRANDPRIX 2005 2nd ROUND 【ミドル級グランプリ 2回戦】                         | 2005年6月26日  |
| ○    | ビクトー・ベウフォート             | 1R 9:36 フロントチョーク                 | PRIDE GRANDPRIX 2005 開幕戦 【ミドル級グランプリ 1回戦】                            | 2005年4月23日  |
| ×    | アントニオ・ホジェリオ・ノゲイラ   | 3R（10分/5分/5分）終了 判定0-3           | PRIDE.29 SURVIVAL                                                                   | 2005年2月20日  |
| ○    | 金原弘光                           | 2R 3:52 TKO（ドクターストップ）          | PRIDE.28                                                                            | 2004年10月31日 |
| ○    | ロドニー・ファベイラス             | 1R フロントチョーク                      | 2 Hot 2 Handle 【IMA世界95kg級王座決定戦】                                          | 2004年10月10日 |
| ○    | 橋本友彦                           | 1R 0:36 TKO（左膝蹴り）                  | INOKI BOM-BA-YE 2003 馬鹿になれ夢を持て                                             | 2003年12月31日 |
| ×    | チャック・リデル                   | 1R 3:09 KO（スタンドパンチ連打）         | PRIDE GRANDPRIX 2003 開幕戦 【ミドル級グランプリ 1回戦】                            | 2003年8月10日  |
| ○    | マイク・"バットマン"・ベンチッチ   | 1R 3:44 ギブアップ（パウンド）           | PRIDE.26 REBORN                                                                     | 2003年6月8日   |
| ○    | アーロン・ブリンク                 | 1R 0:53 チョークスリーパー               | 2H2H 6: Simply the Best 6                                                           | 2003年3月16日  |
| ○    | ヴォルク・アターエフ               | 2R 4:59 KO（ボディへの膝蹴り）           | PRIDE.24                                                                            | 2002年12月23日 |
| ○    | デイブ・ベイダー                   | 2R TKO（ドクターストップ）               | 2H2H 5: Simply the Best 5 【ライトヘビー級トーナメント 決勝】                       | 2002年10月13日 |
| ○    | モイス・リンボン                   | 1R 1:03 チョークスリーパー               | 2H2H 5: Simply the Best 5 【ライトヘビー級トーナメント 1回戦】                      | 2002年10月13日 |
| ○    | 今村雄介                           | 1R 0:44 TKO（膝蹴り→パウンド）           | THE BEST Vol.2                                                                      | 2002年7月20日  |
| ○    | ヴェッサ・ヴオリ                   | 1R 2:15 TKO（パンチ連打）                | 2 Hot 2 Handle Germany                                                              | 2002年5月26日  |
| ○    | セルゲイ・カズノフスキー           | 1R 3:37 腕ひしぎ十字固め                 | M-1 MFC: Russia vs. The World 3                                                     | 2002年4月26日  |
| ○    | ローマン・ゼンツォフ               | 1R V1アームロック                        | 2H2H 4: Simply the Best 4                                                           | 2002年3月17日  |
| ○    | スタスナシック                     | 1R 0:53 TKO（膝蹴り）                    | 2H2H 2: Simply the Best 2                                                           | 2001年3月18日  |
| ○    | ウラジミール・チャントゥーリア     | 1R 1:06 チョークスリーパー               | リングス KING of KINGS GRAND-FINAL                                                  | 2001年2月24日  |
| ○    | ピーター・フェルスキューレン       | 1R 1:06 V1アームロック                   | IT'S SHOWTIME: Christmas Edition                                                    | 2000年12月12日 |
| ×    | ボビー・ホフマン                   | 1R 9:39 KO（右フック）                   | リングス Millennium Combine II                                                      | 2000年6月15日  |
| ×    | コーチキン・ユーリ                 | 5分2R終了 判定                           | Rings Russia: Russia vs. The World                                                  | 2000年5月20日  |
| ○    | 滑川康仁                           | 1R 0:45 腕ひしぎ十字固め                 | リングス Millennium Combine                                                         | 2000年4月20日  |
| ○    | カン・サヒンバス                   | 1R 2:21 KO（膝蹴り）                     | 2H2H 1                                                                              | 2000年3月5日   |
| ○    | クリス・ワッツ                     | 1R 3:58 TKO（3ダウン：右膝蹴り）         | Rings Holland: There Can Only Be One Champion                                       | 2000年2月6日   |
| ×    | コーチキン・ユーリ                 | 5分2R終了 判定0-2                        | リングス RISE 6th KING of KINGS Aブロック 【KOKトーナメント 1回戦】                 | 1999年10月28日 |
| ○    | リカルド・フィエート               | 1R フロントチョーク                      | IT'S SHOWTIME                                                                       | 1999年10月24日 |

### キックボクシング
| キックボクシング 戦績 | キックボクシング 戦績 | キックボクシング 戦績 | キックボクシング 戦績 | キックボクシング 戦績 | キックボクシング 戦績 | キックボクシング 戦績 |
| --------------------- | --------------------- | --------------------- | --------------------- | --------------------- | --------------------- | --------------------- |
| 15 試合               | (T)KO                 | 判定                  | その他                | 引き分け              | 無効試合              |                       |
| 10 勝                 | 7                     | 3                     | 0                     | 0                     | 1                     |                       |
| 4 敗                  | 3                     | 1                     | 0                     | 0                     | 1                     |                       |

| 勝敗 | 対戦相手                   | 試合結果                       | 大会名                                                  | 開催年月日     |
| －   | バダ・ハリ                 | ノーコンテスト（禁止薬物失格） | Glory: Collision 4                                      | 2022年10月9日  |
| ○    | ピーター・アーツ           | 1R 1:07 KO（パンチ連打）       | K-1 WORLD GP 2010 FINAL 【WORLD GP 決勝】               | 2010年12月11日 |
| ○    | グーカン・サキ             | 1R 2:33 KO（左ミドルキック）   | K-1 WORLD GP 2010 FINAL 【WORLD GP 準決勝】             | 2010年12月11日 |
| ○    | タイロン・スポーン         | 3R終了 判定3-0                 | K-1 WORLD GP 2010 FINAL 【WORLD GP 準々決勝】           | 2010年12月11日 |
| ○    | ベン・エドワーズ           | 1R 2:08 KO（パンチ連打）       | K-1 WORLD GP 2010 IN SEOUL FINAL16 【WORLD GP 1回戦】   | 2010年10月2日  |
| ○    | ジャバット・ポトラック     | 1R 2:40 KO（右膝蹴り）         | K-1 WORLD GP 2010 IN YOKOHAMA 【スーパーファイト】      | 2010年4月3日   |
| ×    | バダ・ハリ                 | 1R 2:14 KO（左ハイキック）     | K-1 WORLD GP 2009 FINAL 【WORLD GP 準決勝】             | 2009年12月5日  |
| ○    | エヴェルトン・テイシェイラ | 1R 1:06 KO（左膝蹴り）         | K-1 WORLD GP 2009 FINAL 【WORLD GP 準々決勝】           | 2009年12月5日  |
| ○    | ピーター・アーツ           | 3R終了 判定3-0                 | K-1 WORLD GP 2009 IN SEOUL FINAL16 【WORLD GP 1回戦】   | 2009年9月26日  |
| ×    | レミー・ボンヤスキー       | 3R終了 判定0-3                 | K-1 WORLD GP 2009 IN YOKOHAMA 【スーパーファイト】      | 2009年3月28日  |
| ○    | バダ・ハリ                 | 1R 2:02 KO（左フック）         | Dynamite!! 〜勇気のチカラ2008〜 【K-1ルール】           | 2008年12月31日 |
| ○    | ユルゲン・ドルチ           | 1R 0:55 TKO                    | Ultimate Glory 3 Upside Down 【ムエタイルール】         | 2007年5月20日  |
| ×    | グラウベ・フェイトーザ     | 1R 2:13 KO（右アッパー）       | 一撃 〜極真 vs K-1 全面対抗戦〜 【一撃キックルール】    | 2004年5月30日  |
| ×    | エロル・パリス             | 3R TKO（レフェリーストップ）   | K-1 World Grand Prix 2001 Preliminary Holland 【1回戦】 | 2001年2月4日   |
| ○    | ポール・ホーディージュック | 3R終了 判定                    | Thaiboxing Event from Veenendaal                        | 1999年3月14日  |

## 獲得タイトル
- 2H2H 5ライトヘビー級トーナメント 優勝（2002年）
- IMA世界95kg級王座（2004年）
- ADCC 2005欧州予選 99kg未満級 優勝（2005年）
- 初代Strikeforce世界ヘビー級王座（2007年）
- K-1 WORLD GP 2010 優勝（2010年）
- DREAMヘビー級暫定王座（2010年）

## 表彰
- ブラジリアン柔術 青帯
- UFC ファイト・オブ・ザ・ナイト（1回）
- UFC パフォーマンス・オブ・ザ・ナイト（1回）
- 日刊バトル大賞 格闘技部門MVP（2010年、2011年）

## ペイ・パー・ビュー販売件数
| 開催年月日     | イベント                                                     | 販売件数 | 備考 |
| -------------- | ------------------------------------------------------------ | -------- | ---- |
| 2011年12月30日 | UFC 141: ブロック・レスナー vs. アリスター・オーフレイム     | 75万件   |      |
| 2016年9月10日  | UFC 203: スティーペ・ミオシッチ vs. アリスター・オーフレイム | 45万件   |      |

## ドーピング
2008年頃からの急激な筋肉の発達ぶりから、格闘技ファンからはドーピングを指摘され、アリスターはインタビューで、ステロイド、ドーピングの使用疑惑について聞かれた時には「俺は2006年頃まで93kg級で戦うために厳しい減量をしていた。2007年からは本格的にヘビー級に転向したことによって減量苦から解放されたし、体重を気にせず筋力トレーニングに励むことが出来るようになったから一気に筋肉が付いただけだ」とコメントし、ヘビー級専念後は一日8食という驚異的な量の食生活をしており、「3時間おきに食事をして、その合間に練習と睡眠をとっていることが俺の肉体の秘訣だ」と語っていた。
その後、UFC 146の抜き打ちドーピング検査にてアリスターの尿サンプルからテストステロンとエピテストステロンの比率が14対1と既定値の6対1を約2倍程度上回る数値が検出されドーピング違反が発覚。ネバダ州アスレチック・コミッションから9ヶ月間の出場停止処分を受けた。
また、UFC 156の血液検査で検出されたアリスターのテストステロン値は1dlあたり179ngで、これは一般男性の平均の二分の一ほどであった。

## 入場テーマ曲
- Man on fire End theme（リサ・ジェラルド） - イントロの部分を使用。
- I Gotta Feeling（ブラック・アイド・ピーズ） - 2009年に使用。
- The Champ is here（ジェイダキス） - Strikeforceで使用。